# 小島よしおのズイズイパラダイス
『小島よしおのズイズイパラダイス』（こじま - ）は、2010年4月1日から6月26日まで岩手読売広告社制作で、岩手県と青森県のテレビ局で深夜に放送されていたローカルバラエティ番組。

## 概要
以前、岩手めんこいテレビなどで放送された「ビバビバパラダイス」と同様のコンセプトの番組。テレビでは小島よしお初の冠番組となる。

## 出演者
- 藤井宏和（飛石連休）- 番組進行役
- 小島よしお
- 山本しろう（エルシャラカーニ）
- 中田くん（ラブハンドル）
- 岩見よしまさ（飛石連休）
- 八重樫舞（モデル、完唱!歌いきりまショー）
- 鍛冶輝光（元さくらんぼブービー、帰ってきた完唱!歌いきりまショー）

## 内容
- 完唱!歌いきりまショー、帰ってきた 完唱!歌いきりまショー

カラオケで最後まで歌いきれるかの対決で、2回の完唱率合計で、小島、山本、中田、八重樫の4名から3名が罰ゲーム（仙台ハイランドで、ぶら下がりバンジー、逆バンジーなどの体験）。
帰ってきた 完唱!歌いきりまショーでは、藤井、小島、山本、鍛冶の4名から下位2名が罰ゲーム（岩手県盛岡市の街ナカでコントをする。）
- 芸能人お宅訪問 お宝探しゲーム!

壱萬円、五千円、一千円の3種類ののし袋を部屋の中から30分以内に見つける。
- 芸能人お宅訪問 たこ焼き試食会

家の中のお宝探しの後に、様々な種類のたこ焼きを試食する。
- 番組MC（アシスタント）オーディション

第2回の放送のアシスタントの募集に応募した2名の女性と岩見よしまさの3名が面接を行った。
- カラオケを面白くするプロジェクト カラオケをたっぷり楽しもう!

カラオケの様々な楽しみ方を紹介する。

## ネット局
| 放送対象地域 | 放送局     | 放送期間               | 放送日時                 |
| ------------ | ---------- | ---------------------- | ------------------------ |
| 岩手県       | テレビ岩手 | 2010年4月1日 - 6月26日 | 木曜 24時55分 - 25時20分 |
| 青森県       | 青森放送   | 2010年4月3日 - 6月26日 | 土曜 25時50分 - 26時15分 |

## スタッフ
- ナレーション：倉持裕幸
- MA：小原哲朗（OZデジタルマジック）
- CAM：川村広貴（メディアファースト）
- 音声：落宰隆文（メディアファースト）
- AD：齋藤隆史
- ディレクター：太田智博
- 制作統括：甘竹明久
- 制作協力：サンミュージックプロダクション
- 編集：太田映像
- 製作・著作：岩手読売広告社